# Kolenovac
Kolenovac is een plaats in de gemeente Netretić in de Kroatische provincie Karlovac. De plaats telt 24 inwoners (2001).